# Alcalde de Málaga
El alcalde de Málaga es el encargado de presidir el Ayuntamiento de Málaga que fue fundado en 1501. Francisco de la Torre es el actual Alcalde, y ejerce su labor desde el año 2000. De acuerdo con la Ley Orgánica 5/1985, de 19 de junio, del Régimen Electoral General (actualmente vigente) el alcalde o alcaldesa es elegido por la corporación municipal de concejales, que a su vez son elegidos por sufragio universal por los ciudadanos de Málaga con derecho a voto, mediante elecciones municipales celebradas cada cuatro años. En la misma sesión de constitución de la corporación se procede a la elección de alcalde o alcaldesa, pudiendo ser candidatos todos los concejales que encabecen sus correspondientes listas. Es proclamado electo el candidato que obtiene la mayoría absoluta de los votos. Si ninguno de ellos obtiene dicha mayoría es proclamado alcalde el concejal que encabece la lista más votada.
El Ayuntamiento se constituye en 1501 y al frente del mismo como corregidor se nombra a Garcí Fernández Manrique, funcionario nombrado directamente por el rey para administrar el gobierno local. Desde el nombramiento de Fernández Manrique, otros 81 regidores se han situado al frente del consistorio malagueño a lo largo de su historia, en muchas ocasiones por decisión directa de los monarcas o fruto de los gobiernos que dirigían el país.